# بريدجيت كيندال
بريدجيت كيندال (بالإنجليزية: Bridget Kendall)‏ هي صحفية بريطانية، ولدت في 27 أبريل 1956 في أبينغدون أون تيمز ‏ في المملكة المتحدة.